# Białka (powiat radzyński)
Białka – wieś w Polsce położona w województwie lubelskim, w powiecie radzyńskim, w gminie Radzyń Podlaski. Przez miejscowość przebiega droga krajowa nr 19.
| SIMC    | Nazwa    | Rodzaj    |
| ------- | -------- | --------- |
| 0017911 | Folwark  | część wsi |
| 0017934 | Zgórkowa | część wsi |

Wieś szlachecka położona była w drugiej połowie XVI wieku w ziemi łukowskiej województwa lubelskiego. W latach 1975–1998 miejscowość należała administracyjnie do województwa bialskopodlaskiego.
Wieś jest sołectwem w gminie Radzyń Podlaski. Według Narodowego Spisu Powszechnego z roku 2011 wieś liczyła 694 mieszkańców.
We wsi znajduje się Szkoła Podstawowa imienia Jana Pawła II.
Wierni Kościoła rzymskokatolickiego należą do parafii Trójcy Świętej w Radzyniu Podlaskim.

## Zabytki
- kopiec będący pozostałością fortalicjum rycerskiego z XVI wieku, obecnie w postaci kopca o wymiarach 65 x 40 m. Dwór wzmiankowany w 1418 roku, w 1531 r. właścicielem dworu był Mikołaj Bielecki. Obiekt wpisany do wojewódzkiej ewidencji zabytków pod nr AZP  62-85/3-II[11][12]